# Собор Преображення Господнього (Загреб)
Загребський собор Преображення Господнього (хорв. Katedrala Preobraženja Gospodnjeg u Zagrebu) — православний (Сербська православна церква) собор у столиці Хорватії місті Загребі; кафедральний собор Загребсько-Люблянської єпархії СПЦ. Загребський осередок православ'я.
Храм розташований у центрі Загреба на історичній площі Петара Прерадовича.

## Історія
На місці, де тепер розташований загребський православний собор, раніше знаходився католицький костел св. Маргарети місцевого єпископства, який вперше згадується під 1334-м роком. Пізніше парафіяльний храм був переосвячений в ім'я святого Марка. 
У 1794 році церкву викупили православні купці. Загребська православна громада, як і всі решта православних парафій у Габсбурзькій монархії на той час називалася греко-необ'єднаною. У своїй ранній історії грецькі та цінцарські торговці відігравали у житті Загреба надзвичайно важливу роль. У зв'язку із зростанням міграції сербів, частка греків у православному населенні Загреба почала знижуватися, крім того мала місце асиміляція грецької меншини у середовищі сербської та хорватської етнічних груп. Відтак від 1848 року загребська православна громада (як і церква) отримує назву сербської. 
Стару церкву знесли на початку 1860-х років через її непоказний вид, що не відповідало потребам місцевої православної спільноти. На її місці у 1865—66 роках був побудований нинішній собор Преображення Господнього згідно з проектами Франьо Кляйна. З цієї нагоди вулицю, що проходить позаду собору дотепер називають Маргаретською (Margaretska), а ту, яка проходить перед храмом, — Преображенською (Preobraženska). 
Загребський православний собор перебудовувався у 1883—84 роках за проектом австрійського архітектора Германа Болле. Тоді ж у храм помістили теперішній історичний іконостас з іконами, який виготовив Епамінандос Бучевський (Epaminondas Bučevski), художник родом з Чернівців на Буковині (Україна). Болле ще двічі реставрував загребську Преображенську церкву — у 1899 році, коли встановлював нову вежу дзвіниці, і у 1913—14 роках, коли здійснював її повну реставрацію.
Нині собор Преображення Господнього у Загребі є кафедральним собором Загребсько-Люблянської єпархії Сербської православної церкви, що покриває потреби не лише Хорватії, а й Словенії та Італії.